# Николаенко, Юлия Валерьевна
Юлия Валерьевна Николаенко (род. 17 августа 1992 года, Омск, Россия) — казахстанская футболистка, полузащитница ЖФК «Астаны» и сборной Казахстана.

## Клубная карьера
Начала играть в футбол в 2007 году в составе ЖФК «Кокше». С 2016 года является игроком «Астаны».

## Карьера в сборной
Николаенко с 2008 по 2011 годы играла в молодёжных сборных Казахстана. В целом за молодёжные сборные Николаенко сыграла 8 матчей и забила 3 гола.
21 сентября 2013 года Николаенко дебютировала в главной сборной в матче против Финляндии (0:2). В целом за главную сборную Николаенко сыграла 13 матчей и не забила не одного гола.

## Личная жизнь
В 2014 году Николаенко окончила колледж и академию «Кокше». Николаенко имеет разряд кандидата в мастера спорта.